# Carl Jakob Frankenbach

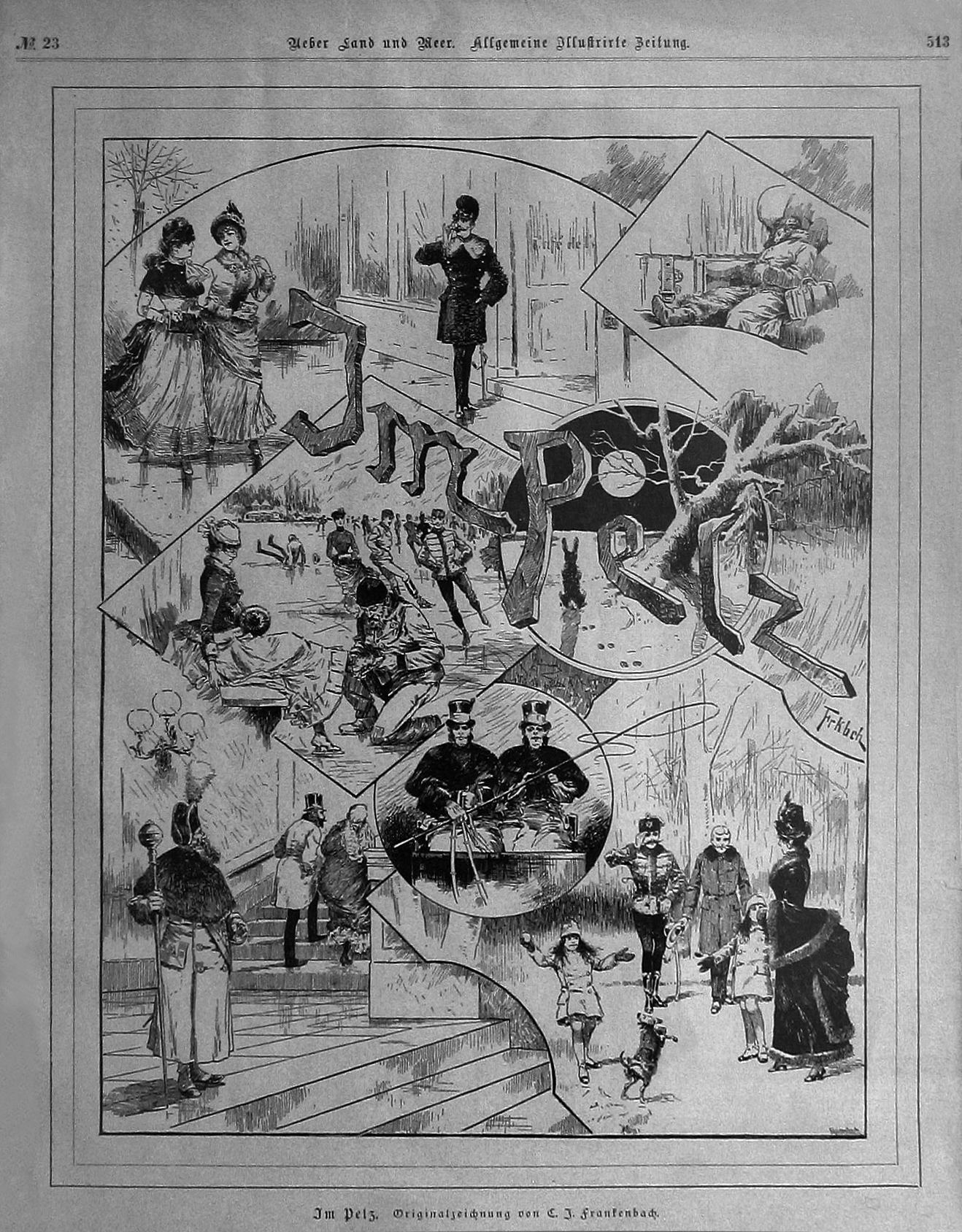

Carl Jakob Frankenbach (* 17. Oktober 1861 in Nieder-Oberrod bei Idstein; † 7. November 1937 in Wiesbaden) war ein deutscher Maler.

## Leben und Werk
Frankenbach wurde als Sohn eines Lehrers geboren. 1864 zog mit seiner Familie nach Langenseifen, 1866 nach Massenheim. Nach dem Besuch der Realschule in Idstein und dem Abitur am Realgymnasium in Wiesbaden studierte er ab 1881 an der Akademie der Bildenden Künste München, anschließend an den Akademien in Berlin und Antwerpen. Nach Auslandsreisen, die ihn nach Frankreich, Großbritannien, in die Schweiz und nach Italien führten, ließ er sich 1896 in Wiesbaden als freier Maler nieder. 1905 verlegte er seinen Wohnsitz und sein Atelier in den Wiesbadener Aukamm.
Frankenbach ist vor allem bekannt für seine Soldatenbilder, Städtebilder und Uniformstudien. Er illustrierte den Alt-nassauischen Kalender. In der Sammlung Nassauischer Altertümer des Museums Wiesbaden befinden sich zahlreiche Arbeiten des Künstlers. Frankenbach galt als „der malende Chronist des Nassauer Landes.“
In der Idsteiner Innenstadt ist der Carl-Jakob-Frankenbach-Weg nach ihm benannt.